# Palais des Célestins

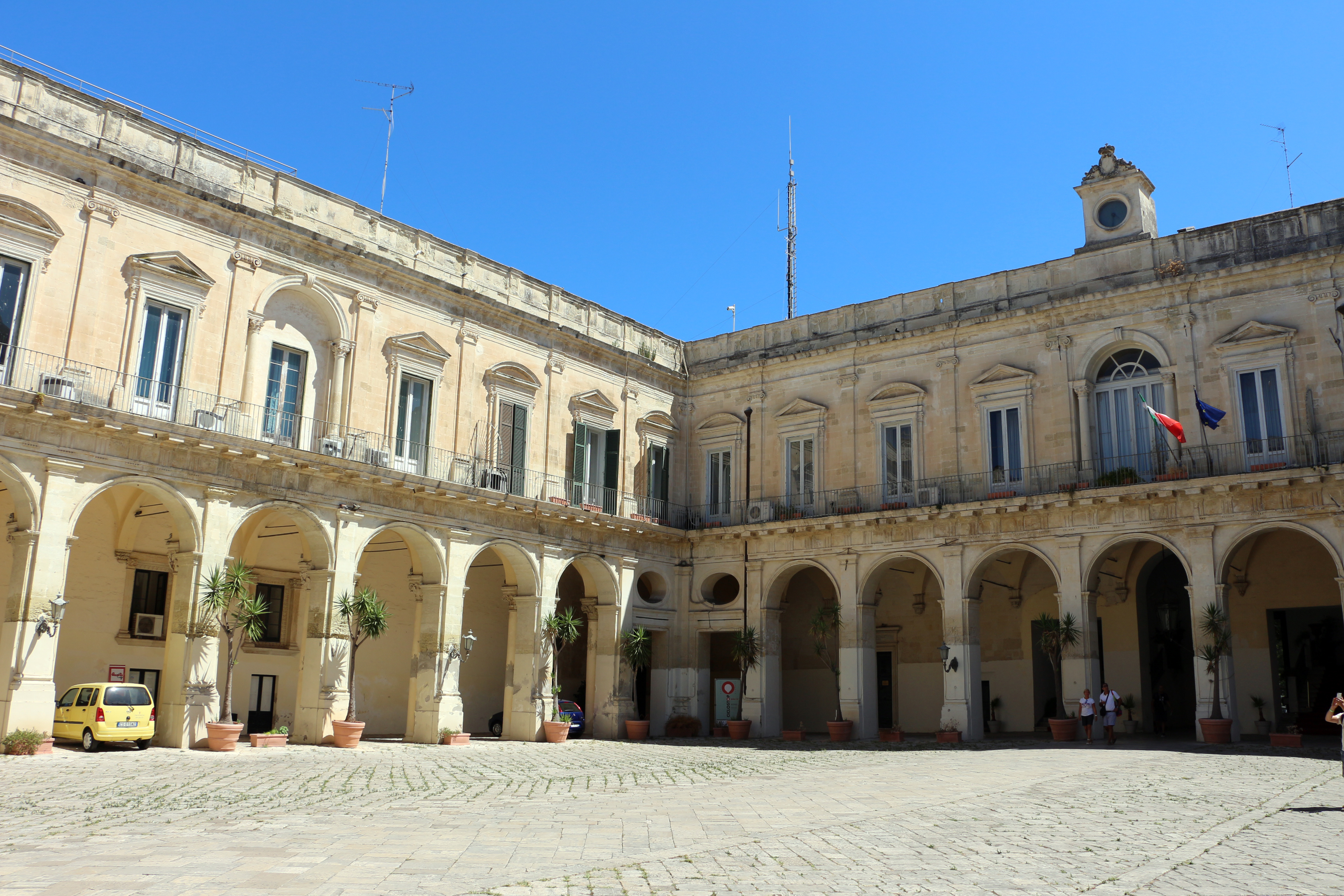
La cour

Le Palais des Célestins (en italien, Palazzo dei Celestini), siège pendant trois siècles du couvent des pères Célestins, est un monument baroque de Lecce. Le palais et la basilique Santa Croce constituent un complexe unique. 

## Histoire
Le monastère a déjà été créé en 1352 par le comte de Lecce et duc d'Athènes, Gautier VI de Brienne. Ce complexe, confié dès le début aux Célestins, était situé sur la zone occupée aujourd'hui par le château. En 1549, en effet, à la suite de la volonté de Charles V d'agrandir les murs et de construire une nouvelle forteresse, le couvent fut démoli et les Célestins s'installèrent dans le site actuel. 

## Description
Le nouveau complexe a été construit à partir de 1549, sur un projet de Riccardi, à qui nous devons le cloître d'origine et le portail de la basilique Santa Croce annexe. 
Les grands travaux ont été réalisés dans les années 1600. La longue perspective (1659-1695) est l'œuvre de deux architectes de Lecce : Giuseppe Zimbalo et Giuseppe Cino, qui ont construit respectivement les premier et deuxième étages. 
La façade est divisée verticalement par des pilastres. Elle est enrichie de deux loggias placées sur les côtés, de nombreuses fenêtres ornées de corniches élaborées et d'une frise ornée de boucliers héraldiques. Le portail d'entrée, situé au centre, présente une décoration de putti et de grappes de fruits. 
Après la suppression des ordres en 1807, le monastère est devenu un bâtiment gouvernemental. Il abrite actuellement les bureaux de la préfecture et de la province de Lecce.